# Анатолий Филипченко
“, „Союз 8““ (1969)]]
Анатолий Василиевич Филипченко е бивш съветски космонавт, 2 пъти Герой на Съветския съюз, извършил 2 космически полета.

## Биография
Роден е на 26 февруари 1928 г. в с. Давидовка, Воронежка област в семейство на военнослужещ.
Завършва средно образование във Воронежкото специално ВВС училище (1947) и Чугуевското военноавиационно училище с квалификация „Военен пилот“ (1950).
След това служи в авиочастите на ВВС на СССР. Започва служба като старши пилот, след това командир на звено, заместник-командир на ескадрила; получава квалификация „Военен летец 1-ви клас“. През 1961 г. завършва Военновъздушната академия „Ю. Гагарин“. Служи като старши инструктор в Одеския и Ленинградския военни окръзи (1950 – 1963).
През 1963 г. е зачислен в отряда на космонавтите и минава пълния курс по общокосмическа подготовка, а също така и подготовка за полети с космически кораби от серията „Союз“. През 1969 г. е дубльор на Борис Волинов преди неговия полет на „Союз 5“.
Първия си полет Анатолий Филипченко извършва от 12 до 17 октомври 1969 г. с космическия кораб „Союз 7“, заедно с Владислав Волков и Виктор Горбатко. В програмата на полета влиза скачване с космическия кораб „Союз 8“, която не се осъществява заради техническа повреда. Общата продължителност на полета е 4 денонощия 22 часа 40 минути и 23 секунди.
През 1970 г. е дубльор на Андриан Николаев преди неговия полет на „Союз 9“.
През 1973 г. е назначен за командир на екипажа, провеждащ подготовка за съвместния съветско-американски космически полет (ЕПАС).
Втория си полет извършва от 2 до 8 декември 1974 г. с космическия кораб „Союз 16“ заедно с Николай Рукавишников. Полетът протича в рамките на подготовката за проекта ЕПАС, а по време на полета са отработени кораба и скачващия възел. Общата продължителност на полета била 5 денонощия 22 часа 23 минути и 35 секунди.
През 1975 г. е дубльор на Алексей Леонов преди полета му със „Союз 19“.
От 1978 г. е генерал-майор от авиацията.
През 1978 г. е издадена книгата му „Надеждна орбита“.
В отряда на космонавтите е до 1979 г.
От 1978 до 1988 г. работи като ръководител в Центъра за подготовка на космонавти. От 1989 до 1992 г. работи като заместник-директор на Харковското конструкторско бюро по средства за техническо обучение и директор на Московския му филиал.

## Награди
- Два медала „Златна звезда“ за Герой на Съветския съюз и два ордена „Ленин“ (22 октомври 1969, 11 декември 1974)
- Орден „Червено знаме на труда“ (30 май 1988)
- 11 юбилейни медала
- Лауреат на Държавна премия на СССР (1981, за организиране на международни полети на орбиталната станция „Салют“)
- Орден на Републиката – V степен (Румъния)
- Орден на знамето (Унгария) (5 април 1971)
- Медал „25 години народна власт“ (България)
- Медал „За укрепване на братството по оръжие“ (България)
- Медал „За укрепване на приятелството по оръжие“ (Чехословакия) – I степен
- Медал „Братство по оръжие“ – III степен (ГДР)
- Медал „1300 години България“ (29 март 1982)
- Златен медал „К. Циолковски“ на Академията на науките на СССР (1981)

## Памет
Почетен гражданин на градовете: Калуга, Липецк, Михайлов, Острогожск, Чита (Русия); Аркалик, Караганда (Казахстан); Хюстън (САЩ); Суми (Украйна); сгт. Давидовка (Воронежка област).
През 1986 г. в Липецк улица е наименувана „Филипченко“.